# Барковский, Александр Фёдорович
Алекса́ндр Фёдорович Барко́вский (2 февраля 1943, Москва — 15 мая 2015, там же) — российский авиастроитель, лауреат Государственной премии РФ.

## Биография
После окончания Московского авиационного института работал на серийном заводе «Знамя Труда».
С 1973 года — в ОКБ Сухого, прошёл все ступени служебной лестницы от инженера отдела проектов до первого заместителя генерального конструктора (исполнительного директора), технического директора ОАО «ОКБ Сухого». Последняя должность — директор филиала «Компании „Сухой“» — «ОКБ Сухого».
Был руководителем тем «изд. 54С» и Су-30МКИ. Участник проектирования самолётов Су-24, Су-24М, Су-33, Су-35, Су-30К (коммерческий).
Похоронен на Ваганьковском кладбище.

## Награды и звания
- Лауреат Государственной премии РФ, почётный авиастроитель СССР, лауреат премии имени П. О. Сухого I степени
- Премия Туполева (2003) — за цикл работ «Модернизация авиационных комплексов на базе новых технических решений»
- Награждён орденом Почёта, медалью ордена «За заслуги перед Отечеством» II степени
- Медаль «В память 850-летия Москвы»